# Sávio Pontes
Henrique Sávio Pereira Pontes (Ipu, 28 de agosto de 1968), mais conhecido como Sávio Pontes, é um empresário e político cearense. Foi deputado estadual e prefeito de Ipu.  

## Biografia
Natural do Ipu, Sávio Pontes é empresário e político. 
Em 2002, foi candidato a deputado estadual pelo PMDB, obtendo 21.662 votos. Em 2004, após mudanças nas vagas da Assembleia devido às eleições municipais, Sávio Pontes assumiu o mandato efetivamente.
Em 2006, foi eleito deputado estadual do Ceará pelo PMDB.
Em 2008, foi eleito prefeito de Ipu, renunciando ao mandato de deputado para assumir o comando do Executivo Municipal.
Em 2022, foi novamente eleito suplente de deputado estadual, desta vez pelo PSD.